# Тюльпанова революція
Тюльпа́нова револю́ція — революція у Киргизстані, що відбулася у лютому—березні 2005 року. 
Причиною до революції стали вибори до парламенту, що супроводжувалися численними порушеннями. Опозиція до чинного президента Аскара Акаєва створила Координаційну раду народної єдності, котру очолив Курманбек Бакієв. 20 березня 2005 року опозиції вдалося захопити владу у другому за величиною місті Киргизстану — Оші. Впродовж кількох наступних днів Координаційна рада народної єдності поширили свою владу практично на весь південь країни. Масові виступи почалися також у столиці країни Бішкеку. Зрештою, захопивши основні адміністративні будівлі столиці та повністю взявши владу у свої руки, опозиція домоглася відставки Аскара Акаєва, котрий втік до Москви. Парламент країни призначив на відповідальні посади прем’єр-міністра, спікера та інших опозиціонерів.
Після такої феєричної перемоги нова влада на деякий час втратила контроль над ситуацією і великими містами прокотилася хвиля мародерства (за деякими даними, навіть з людськими жертвами). Проте, новий уряд Киргизстану, зокрема міністр внутрішніх справ Фелікс Кулов, за досить короткий час зупинив заворушення та відновлює спокій у країні. 
Після зустрічі із Курманбеком Бакієвим у Москві, 4 квітня Аскар Акаєв пішов у відставку. На дочасних президентських виборах переміг Курманбек Бакієв. 
Що цікаво, тюльпани не фігурували у цій революції, на відміну від Революція троянд у Грузії. Таку назву вона отримала від Акаєва, що вжив її в одній зі своїх промов.